# ダルド歩兵戦闘車
ダルド歩兵戦闘車（ダルドほへいせんとうしゃ、英語: VCC-80 Dardo）は、イタリアで開発された歩兵戦闘車。なおVCC-80とは、Veicolo Corazzato da Combattimento 80の略であり、80年代型装甲戦闘車両の意味である。

## 来歴
イタリア陸軍は、1980年代初頭よりVCC-1 カミリーノ歩兵戦闘車の運用を開始していた。これはFMC社のAIFVを参考にしており、M113装甲兵員輸送車を元にして、銃手用ハッチに、全周旋回可能なターレットと防楯付き銃架を取り付けるとともに、銃眼と潜望鏡を装備したものであった。ただし主武装は従来通りのM2 12.7mm重機関銃であったことから、あくまで応急的な措置と言うべきものであった。
このことからイタリア陸軍は、1973年より、より本格的な歩兵戦闘車の研究を開始した。1982年にはこの研究に基づいて、オート・メラーラ社およびイヴェコ社に対して具体的な開発が発注された。
1986年には第1次試作車が完成、これを踏まえて改良された第2次試作車は1990年から1991年にかけて完成した。しかしイタリア陸軍はVCC-1を発展させたVCC-2歩兵戦闘車の配備を先行させ、VCC-80ダルド歩兵戦闘車の制式化は1998年まで遅れることとなった。
2023年1月16日、イタリア政府は老朽化したダルドの後継車両を開発する企業を数ヶ月以内に選定すると述べた。
2024年10月、ラインメタルとレオナルド S.p.Aはイタリアにおける戦闘車両開発製造の合弁会社の設立に合意し、2025年1月にドイツ当局はレオナルド・ラインメタル・ミリタリー・ビークルズ（LRMV）の設立を認可した。これにより、現用のダルド及びアリエテ主力戦車の後継はLRMVにより供給されるリンクス歩兵戦闘車およびKF51パンターでほぼ決まったものとみられる。

## 設計

### 装甲・武装
車体・砲塔のいずれもアルミニウム合金製となっており、国際アルミニウム合金名で5030番および7020番が使用されている。また枢要部には、さらに防弾鋼板が追加装備されている。車体正面では25mm APDS弾に、それ以外の全周で14.5mm API弾に抗堪するとされている。また、煙幕展張用として、80mm煙幕弾発射機が4基搭載されている。
本車は、TC-25 HITFIST（ヒットフィスト）と称される2名用砲塔を搭載している。TC-25は、主武装としてエリコンKBA 25mm機関砲を単装に搭載しており、即用弾は徹甲弾×75発および焼夷榴弾×125発、さらに予備弾薬として200発を収容する。-10度〜+60度の俯仰角を備え、限定的ながらも対空射撃も可能とされている。射撃統制装置としては、当初は戦車用のTURMS（Tank Universal Reconfigurable Modular system）が予定されていたが、最終的には、アメリカ陸軍のM2ブラッドレー歩兵戦闘車に搭載されたものの派生型であるDNRSが採用された。
また、対戦車ミサイルとしてBGM-71 TOWまたはスパイクLR発射機が2基、副武装としてはMG42/59 7.62mm機関銃が1丁搭載された。

### 機動力
エンジンとしては、イヴェコ-フィアット 520HP-6V-MTCAターボチャージド・ディーゼルが採用されており、出力・重量比は22.2 hp/tとなっている。
トランスミッションはLSG1500自動変速機（前進4段/後進2段）であり、停止状態から40 km/hまでの加速時間は15秒とされている。サスペンションはハイドロニューマチック・トーションバー・スプリング式であり、トーションバーの直径は45ミリメートルである。

## 運用
2000年よりイタリア陸軍での運用を開始し、まずガリバルディ機械化旅団より配備された。また、2004年のイラク戦争において実戦投入されたほか、アフガニスタン紛争にも投入されている。